# Bud Olson
Horace Andrew « Bud » Olson PC AOE (6 octobre 1925 – 14 février 2002) est un homme d'affaires et homme politique canadien originaire de l'Alberta. Il a été le 14e lieutenant-gouverneur de l'Alberta de 1996 à 2000. Il a également été député fédéral, sénateur et ministre du gouvernement du Canada.

## Biographie
Né à Iddesleigh, en Alberta, le 6 octobre 1925, il épouse Marion Lucille McLachlan le 27 janvier 1947. Ils ont eu quatre enfants : Sharon Lee, Andrea Lucille, Juanita Carol et Horace Andrew Jr. Il a été agriculteur, marchand et éleveur.
Bud Olson est élu pour la première fois à la Chambre des communes du Canada lors des élections de 1957 comme député créditiste de Medicine Hat. Il est défait lors de la victoire des progressistes-conservateurs de John Diefenbaker en 1958, mais réélu en 1962, 1963 et 1965.
Alors que l'aile canadienne-anglaise du Parti Crédit social se désintégrait rapidement, Olson change de camp en 1967 pour rejoindre le Parti libéral. Il appuie la candidature victorieuse de Pierre Trudeau à la direction du Parti libéral en 1968, est réélu de justesse comme député en 1968 et devient ministre de l'Agriculture dans le premier gouvernement Trudeau. Olson occupe ce poste jusqu'à sa défaite face au conservateur Bert Hargrave aux élections générales de 1972. À ce jour, Olson est le dernier libéral élu dans une circonscription rurale de l'Alberta.
Après avoir été défait à nouveau par Hargrave en 1974, Trudeau le nomme au Sénat du Canada en 1977. Olson est chef de l'opposition au Sénat en 1979 et réintègre le Cabinet lorsque les libéraux de Trudeau revinrent au pouvoir en 1980.
Il a été ministre d'État chargé du Développement économique de 1980 à 1984, ainsi que leader du gouvernement au Sénat. Il a présidé le comité du Cabinet sur le développement économique et régional de 1980 à 1983. Il a éte leader du gouvernement au Sénat de 1982 à 1984. Olson avait également pour mission de promouvoir l'impopulaire Programme énergétique national du gouvernement en Alberta.
Olson a démissionné du Sénat lorsqu'il est nommé 14e lieutenant-gouverneur de l'Alberta en avril 1996. Il occupe ce poste jusqu'en 2000.

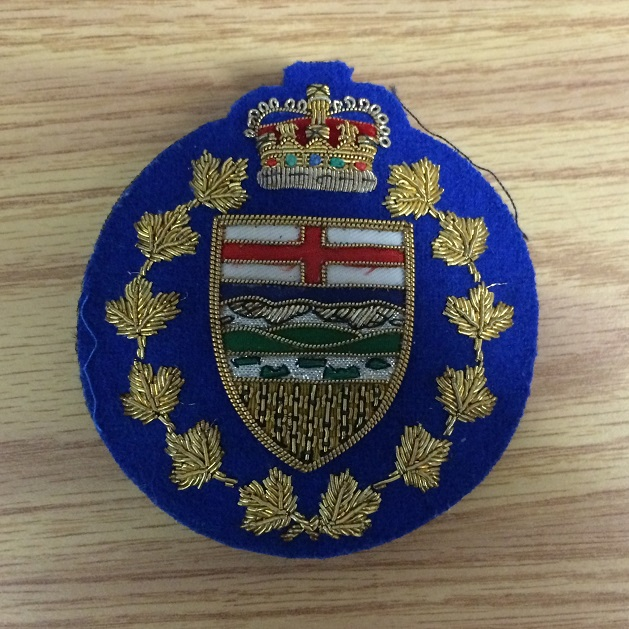
Bouclier du lieutenant-gouverneur de l'Alberta - porté sur le devant des blazers des agents de police du CAPS lorsqu'ils assurent la sécurité du lieutenant-gouverneur.

Bud Olson est décédé à Medicine Hat en 2002.